# Винтер, Рената
Рената Винтер (нем. Renate Winter; род. 8 марта 1944, Вена) — судья Специального суда по Сьерра-Леоне, а также эксперт по семейному праву, системе правосудия в отношении несовершеннолетних, вопросам правосудия в отношении женщин и детскому труду. Является одним из основателей Международного института по правам ребёнка (IDE). С 2000 по 2002 год занимала должность международного судьи в Миссии Организации Объединённых Наций по делам временной администрации в Косово (МООНК) и работала в окружном суде Митровицы, а также — в рамках временной гражданской администрации ООН в регионе — в органах юстиции Верховного суда Косово.

## Биография и карьера
Рената Винтер имеет степень магистра в области толкования закона, полученную в Венском университете. С 1981 по 1996 год она являлась судьёй Венского суда по делам молодёжи, где она осуществляла проекты по реабилитации несовершеннолетних правонарушителей с наркозависимостью и умственной неполноценностью. Она также работала над проектами для Организации Объединённых Наций, касавшимися молодежи и детей-солдат — в том числе, во многих африканских странах и в Латинской Америке.
В течение 1990-х годов Винтер руководила многочисленными международными конференциями по вопросам, касающимся правосудия в отношении несовершеннолетних и по вопросам гендерного равенства в правосудия. С 1996 по 2000 год она была консультантом Центра по международному предупреждению преступности при ООН в Вене, консультируя государственных должностных лиц по вопросам осуществления Конвенции о правах ребёнка на четырёх континентах: на Балканах, в Прибалтике, в странах Центральной Европы и Азии, в странах Магриба, в Восточной и Западной Африке, а также в Латинской Америке.
С 2000 по 2002 год Рената Винтер занимала должность международного судьи в Миссии Организации Объединённых Наций по делам временной администрации в Косово (МООНК) — работала в окружном суде Митровицы и органах юстиции Верховного суда Косово (в рамках временной гражданской администрации Организации Объединённых Наций в регионе). В 2002 году она была назначена генеральным секретарем ООН на пост судьи Апелляционной палаты Специального суда по Сьерра-Леоне, а с 2008 по 2010 год она избиралась председателем данного Специального суда.
Винтер активно привлекает внимание австрийского общества не только к вопросам о детях, ставших жертвами войн и геноцида, но и о детях-солдатах, становящихся зачастую преступниками в подобных конфликтах. По её словам, молодые люди, зачастую не имеющие никаких документов (даже свидетельства о рождении) легко вовлекаются своими командирами в вооружённые конфликты — наркотики и угрозы, а также акты сексуального насилия, играют при этом не последнюю роль. 
Винтер внесла вклад в проект типового закона о правосудии в отношении несовершеннолетних, в руководство ООН по правосудию в отношении несовершеннолетних, а также — в проект типового закона о защите детей и свидетелей. Она является одним из основателей Международного института по правам ребёнка (IDE), который занимается подготовкой сотрудников судебных органов по всему миру и распространением информации о правах детей. Также являлась председателем Международной ассоциации судей по делам молодежи и семьи.

## Работы
- Les Droits de l’Enfant: Douze récits pour ne pas s’endormir. Mitautorin, 2004, ISBN 978-2880113476
- Der Special Court for Sierra Leone. Ein Erfahrungsbericht // Vom Recht der Macht zur Macht des Rechts, 2006, ISBN 978-3428121663
- Bringing medical evidence of torture to international tribunals //Shedding light on a dark practice, 2009, ISBN 978-8788882216